# Athanasii historia acephala

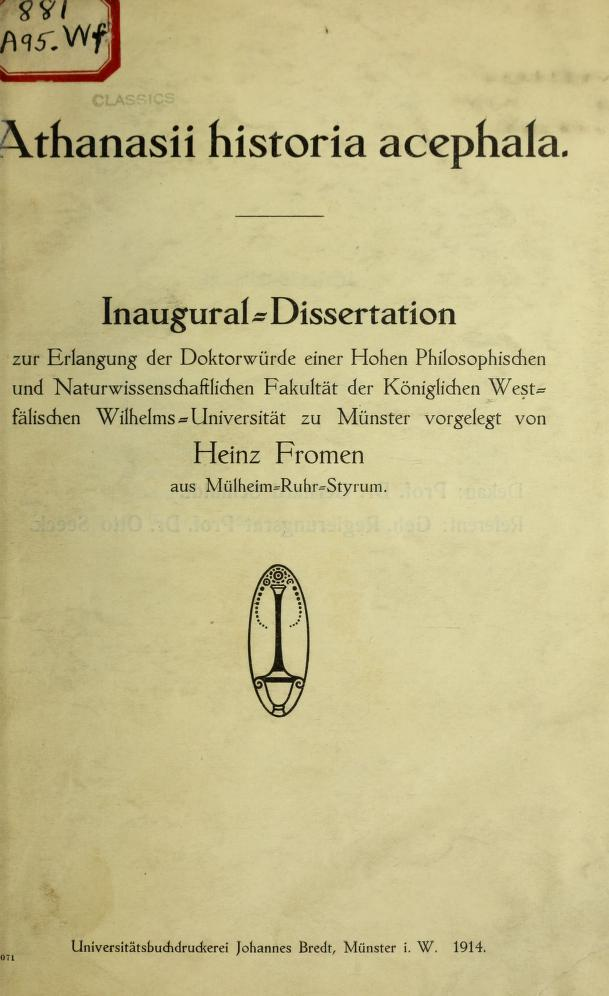
Athanasii historia acephala. Fromen, Heinz, 1914

Исто́рия Афа́насия без нача́ла (лат. Athanasii historia acephala) или Historia Athanasii или Historia acephala — один из наиболее важных хронологических источников неизвестного автора о жизни архиепископа Александринского Афанасия Великого. Впервые опубликован в 1738 году  Маффеи Шипионе. Греческий оригинал текста утрачен, до нашего времени дошел латинский текст в рукописи VIII века. В научных изданиях для данного текста принято сокращение HA. Сочинение названо лат. «acephala» по той причине , что латинская рукопись не имеет начала. «HA» был, вероятно был написан в 386 году в честь 40-летия хиротонии Афанасия в епископа.
Сочинение представляет собой  апологию  Афанасия. В нём изложены события  в хронологическом порядке, с точным датированием по консульствам и годам службы префектов. Все годы в рукописи привязаны к жизни Афанасия. Прежняя хронология жизни Афанасия в церковно-исторической науке была привязана  к сочинениям Сократа Схоластика и Ермия Созомена. После открытия «Athanasii historia acephala», а также Пасхальных посланий Афанасия с их предисловием была предложена новая хронология жизни Афанасия, которая как более точная вытеснила предыдущую хронологию.
Одно из наиболее лучших изданий «Athanasii historia acephala» с исследованием текста было сделано  Хайнцем Фроменом  (нем. Heinz Fromen) в Мюнстере в 1914 году.